# NGC 545
NGC 545 é uma galáxia elíptica (E-S0) localizada na direcção da constelação de Cetus. Possui uma declinação de -01° 20' 26" e uma ascensão recta de 1 horas, 25 minutos e 59,0 segundos.
A galáxia NGC 545 foi descoberta em 1 de Outubro de 1785 por William Herschel.